# Подгаев (Брянская область)
Подгаев — поселок в Мглинском районе Брянской области в составе Ветлевского сельского поселения.

## География
Находится в северо-западной части Брянской области на расстоянии приблизительно 3 км на восток-северо-восток по прямой от районного центра города Мглин.

## История
Упоминается с 1930-х годов, здесь в советское время действовал колхоз «Заря свободы». На карте 1941 года отмечен как Подгаево с 48 дворами.

## Население
Численность населения: 41 человек (русские 100 %) в 2002 году, 18 в 2010.